# Hevossaari (ö i Päijänne-Tavastland, Lahtis, lat 61,37, long 25,91)
Hevossaari är en ö i Finland. Den ligger i sjön Keskinen och i kommunen Heinola i den ekonomiska regionen  Lahtis ekonomiska region  och landskapet Päijänne-Tavastland, i den södra delen av landet, 140 km norr om huvudstaden Helsingfors. Öns area är 0,6 hektar och dess största längd är 140 meter i nord-sydlig riktning.